# Raleigh IceCaps
Die Raleigh IceCaps waren ein US-amerikanisches Eishockeyfranchise aus Raleigh, North Carolina. Die Spielstätte der IceCaps war die Dorton Arena.

## Geschichte
Das Franchise wurde im Jahr 1991 gegründet und nahm seinen Spielbetrieb in der East Coast Hockey League auf. Cheftrainer wurde Kurt Kleinendorst, der später auch die Lowell Devils in der AHL trainierte. Die IceCaps erreichten in ihrer ersten Saison bereits die Playoffs und scheiterten in der Runde der Play-offs gegen die Hampton Roads Admirals. Bereits in der darauffolgenden Spielzeit gelang den IceCaps mit dem Erreichen der dritten Playoff-Runde ein besseres Resultat, das sie in der Saison 1993/94 mit dem Einzug in die Finalspiele um den Kelly Cup gegen Toledo Storm noch übertrafen. Die Serie ging mit 4-1 Siegen verloren und die IceCaps verpassten den Gewinn des Kelly Cups. Bis zum Jahr 1998 schafften die Raleigh IceCaps in den letzten vier Saisons des Franchise nur noch einmal den Einzug in die Play-offs. 1998 wurde das Franchise schließlich wegen der Carolina Hurricanes, die nach Raleigh zogen und als NHL-Team den Platz der IceCaps einnahmen, aufgelöst und nach Augusta verlegt. Dort wurde unter dem Namen Augusta Lynx ein neues Team gebildet, das in der ECHL eine Spielberechtigung erhielt.

## Team-Rekorde

### Karriererekorde
Spiele: 306  Lyle Wildgoose
Tore: 150  Lyle Wildgoose
Assists: 210  Lyle Wildgoose
Punkte: 360  Lyle Wildgoose
Strafminuten: 366  Spencer Meany

## Bekannte Spieler
- Maxim Bez
- Alexander Chawanow
- Rodrigo Laviņš
- Tyson Nash
- Barry Nieckar
- Jaroslav Obšut
- Krzysztof Oliwa
- Steve Potvin
- Todd Reirden
- Trevor Sim